# 茅野市立永明中学校
茅野市立永明中学校（ちのしりつ えいめいちゅうがっこう）は、長野県茅野市塚原一丁目にある公立中学校。略称は「永明」または「永中（えいちゅう）」

## 学区
- 永明小学校通学区域
ちの上原、ちの横内、ちの茅野町、仲町、塚原、本町、城山、下古田、造始川（福沢一部、長倉一部）、中沖、赤田、丁田
- 茅野市立米沢小学校通学区域の内
埴原田、鋳物師屋、北大塩、米沢台、福沢
- 茅野市立豊平小学校通学区域の内
長倉

## 沿革
- 1873年(明治6年)頃、 - 永明地区に永明中学校の前身となる郷学校の愿志学校(上原 極楽寺)、横内学校(横内 宮下地籍)、勧善学校(塚原 旧伊勢講敷地)、迪蒙学校、又は矢ケ崎学校(福寿院 公会所)が造られた[注釈 1][1]｡
- 1889年(明治22年)４月 - 町村制施行により諏訪郡永明村立永明尋常高等小学校の高等小学校[注釈 2]として塚原の地籍に新校舎を建設した[2]｡
- 1948年(昭和23年)4月1日 - 「教育基本法」及び「学校教育法」の公布により、新制中学校として「永明村立永明中学校」開設。
- 同年 4月8日 - 開校。
- 1949年(昭和24年)5月23日 - 町制施行により「ちの町立永明中学校」に改称。
- 1955年(昭和30年)2月1日 - 町名変更に伴い「茅野町立永明中学校」に改称。
- 1958年(昭和33年)8月1日 - 市制施行により「茅野市立永明中学校」に改称。
- 1963年(昭和38年)11月1日 - 校歌制定（尾崎喜八作詞、中田喜直作曲）。
- 1968年(昭和43年)6月25日 - 体育館竣工。
- 1969年(昭和44年)11月22日 - 現在の校舎竣工。
- 同年 - 創立50周年。
- 1997年(平成9年)6月19日 - プール竣工。
- 2015年(平成27年)1月27日 - 台湾高雄市國昌國民中學校國昌國民中學校と姉妹校提携締結。
- 2021年(令和3年) - 茅野市立永明小学校と共に校舎のリニューアル工事を実施（予定）
- 2022年(令和4年)4月23日 - 茅野市尖石縄文考古館にて展覧会：速報展「永明中学校校庭遺跡　弥生時代・平安時代集落の発掘」開催[3]。

## 学校目標
「自らの生活を誠実にたくましく生きる」

## 行事
登山
2年生の生徒は、八ヶ岳への登山を行っている。
文化祭
文化祭は「銀杏祭（いちょうさい）」と称し、毎年9月下旬に行われている。
合唱祭
毎年10月頃に行われる。
永中記念日
毎年11月20日。講演会や永中賛歌「今、ここに」の合唱などを行う。1971年(昭和46年)度に制定。

## 学校周辺
- 国道152号
- 長野県道192号茅野停車場八子ヶ峰公園線
- 茅野市立ちの保育園
- 茅野市立永明小学校
- 茅野市民館
- JR中央本線茅野駅
- 茅野警察署茅野駅前交番
- 茅野市役所

## 出身者
- 名取英理（スピードスケート選手） - バンクーバーオリンピック出場
- 矢崎博信 - 洋画家 ※永明尋常高等小学校当時入学

## 交通
JR中央本線茅野駅より徒歩10分。